# Tre colori - Film rosso
Tre colori - Film rosso (Trois couleurs : Rouge) è un film del 1994 diretto da Krzysztof Kieślowski.
Si tratta del terzo ed ultimo film della trilogia dei colori che il regista polacco ha dedicato ai tre colori della bandiera francese e, di conseguenza, al motto della rivoluzione francese, "Liberté, Égalité, Fraternité".
È considerato uno dei film migliori della storia del cinema.

## Trama
Ginevra. Valentine Dussaut, una giovane modella impegnata nella preparazione di una sfilata e della campagna pubblicitaria di un chewing gum, è fidanzata con Michel, che è in Inghilterra e al telefono è sempre possessivo, geloso e sfuggente. Una sera Valentine fa conoscenza con un giudice in pensione, dopo aver investito casualmente il suo cane ed essere risalita a lui dalla targhetta dell'animale. L'uomo si mostra scostante e poco interessato alle sorti dell'animale ferito. 
Valentine scopre dai giornali che suo fratello è coinvolto in una vicenda di droga. Dopo aver ricevuto una misteriosa somma di denaro, la donna torna quindi a casa del giudice che le dice che i soldi sono per coprire le spese veterinarie del cane. Scopre anche che l'uomo, apparentemente chiuso nella sua solitudine, rivolge la sua attenzione ai suoi vicini di casa "spiandoli", intercettando le loro conversazioni telefoniche. Fra le varie telefonate che Valentine sente ce n'è una fra Auguste (che è un vicino di casa di Valentine, che ha sfiorato molte volte) e Karin, una coppia che sembra molto innamorata. 
Poco tempo dopo, Auguste supera l'esame per diventare giudice. Non molto dopo però Karin smette di rispondere alle sue telefonate e osservandola dalla finestra lui la vede avere un rapporto sessuale con un altro uomo.
Valentine decide di andare a trovare Michel in Inghilterra e su suggerimento del giudice decide di andare in traghetto. 
Finalmente il giudice - che nel frattempo si è autodenunciato per la propria attività di spionaggio telefonico - racconta a Valentine, con cui sta nascendo un rapporto di affetto, qualcosa della sua vita. Anche a lui era successo, come ad Auguste, di essere tradito dalla donna che amava, e di scoprirlo nello stesso modo umiliante. Dopo quella donna non aveva più amato nessuno. Come giudice aveva in seguito avuto la possibilità di giudicare e condannare l'amante della sua fidanzata, decidendo della sua sorte.
Valentine parte per l'Inghilterra. A differenza di quanto previsto, tuttavia, il tempo è pessimo. Il giorno dopo la sua partenza il giudice, leggendo il giornale, scopre che c'è stata una tempesta e la nave è affondata. Solo sette persone si sono salvate: Julie Vignon, moglie di un celebre compositore francese recentemente scomparso; Stephan Killian, barman sulla nave; Karol Karol, imprenditore polacco; Dominique Vidal, cittadina francese; Olivier Benoit; Auguste Bruner, giudice svizzero e Valentine.
La tragedia darà molto probabilmente la possibilità di conoscersi a Valentine e Auguste, come lascia presagire lo sguardo che si scambiano sotto l'occhio delle telecamere televisive. Il volto di Valentine, bagnata dalla pioggia e sferzata dal vento, si identifica nell'immagine del cartellone pubblicitario per cui ha posato.

## Produzione
Riguardo al disastro navale, le immagini che si vedono nel film sono spezzoni di una catastrofe realmente accaduta nel 1987.
I protagonisti di Tre colori - Film blu (Juliette Binoche e Benoît Régent) e di Tre colori - Film bianco (Julie Delpy e Zbigniew Zamachowski) compaiono tra i superstiti del disastro navale nel finale del film.

## Premi e controversie
- 47º Festival di Cannes: presentato in concorso, il film ottenne la sola candidatura per la Palma d'oro, premio poi assegnato a Pulp Fiction di Quentin Tarantino. Ironia della sorte, lo stesso Tarantino, prima di vincere, si era espresso in favore della vittoria di Film Rosso.[3][4]
- Oscar 1995: venne originariamente escluso, prima dalla Francia poi dalla Svizzera, dalla lista dei film in corsa per l'Oscar al miglior film straniero; nel caso della Svizzera, Film rosso non aveva i requisiti richiesti dall'Academy per poter concorrere come film di nazionalità elvetica.[4][2] Si sollevarono molte polemiche riguardo alla sua esclusione dalla premiazione e diverse personalità del mondo del cinema, in primis il capo della Miramax Harvey Weinstein, fecero arrivare una lettera di protesta all'Academy allo scopo di ammettere alla cerimonia il film di Kieslowski. La lettera diede l'effetto sperato e Film rosso partecipò agli Oscar in qualità di film americano[4], venendo così candidato per la miglior regia, migliore sceneggiatura originale e migliore fotografia.

## Riconoscimenti
- 1995 – Premio Oscar
  - Candidatura Miglior regista a Krzysztof Kieślowski
  - Candidatura Migliore sceneggiatura originale a Krzysztof Kieślowski e Krzysztof Piesiewicz
  - Candidatura Migliore fotografia a Piotr Sobociński
- 1995 – Golden Globe
  - Candidatura Miglior film straniero (Polonia/Svizzera)
- 1995 – British Academy Film Award
  - Candidatura Miglior film straniero a Krzysztof Kieślowski
  - Candidatura Miglior regista a Krzysztof Kieślowski
  - Candidatura Migliore attrice protagonista a Irène Jacob
  - Candidatura Migliore sceneggiatura non originale a Krzysztof Kieślowski e Krzysztof Piesiewicz
- 1994 – European Film Award
  - Candidatura Miglior film a Krzysztof Kieślowski
- 1994 – Festival di Cannes
  - Candidatura Palma d'oro a Krzysztof Kieślowski

- 1995 – Premio César
  - Migliore colonna sonora a Zbigniew Preisner
  - Candidatura Miglior film
  - Candidatura Miglior regista a Krzysztof Kieślowski
  - Candidatura Migliore attore protagonista a Jean-Louis Trintignant
  - Candidatura Migliore attrice protagonista a Irène Jacob
  - Candidatura Migliore sceneggiatura originale a Krzysztof Kieślowski e Krzysztof Piesiewicz
  - Candidatura Miglior sonoro a Jean-Claude Laureux e William Flageollet
- 1995 – National Society of Film Critics Awards
  - Miglior film straniero a Krzysztof Kieślowski
  - 2º posto Miglior regista a Krzysztof Kieślowski
  - 2º posto Miglior film a Krzysztof Kieślowski
  - 3º posto Migliore sceneggiatura a Krzysztof Kieślowski e Krzysztof Piesiewicz
- 1995 – Independent Spirit Awards
  - Miglior film straniero a Krzysztof Kieślowski